# Гнилуха (приток Вятки)
Гнилуха — река в России, протекает в Оричевском районе Кировской области. Устье реки находится в 596 км по левому берегу реки Вятки (старица Сухая Прость). Длина реки составляет 15 км.
Исток реки находится в черте посёлка городского типа Оричи. Река течёт на северо-запад, покинув территорию посёлка она протекает деревни Помаскины, ниже которой входит в ненаселённый заболоченный лесной массив. Впадает в боковую старицу Вятки Сухая Прость примерно в 7 км выше её слияния с основным руслом Вятки.

## Данные водного реестра
По данным государственного водного реестра России относится к Камскому бассейновому округу, водохозяйственный участок реки — Вятка от города Киров до города Котельнич, речной подбассейн реки — Вятка. Речной бассейн реки — Кама.
Код объекта в государственном водном реестре — 10010300312111100034907.